# Géographie de l'Écosse

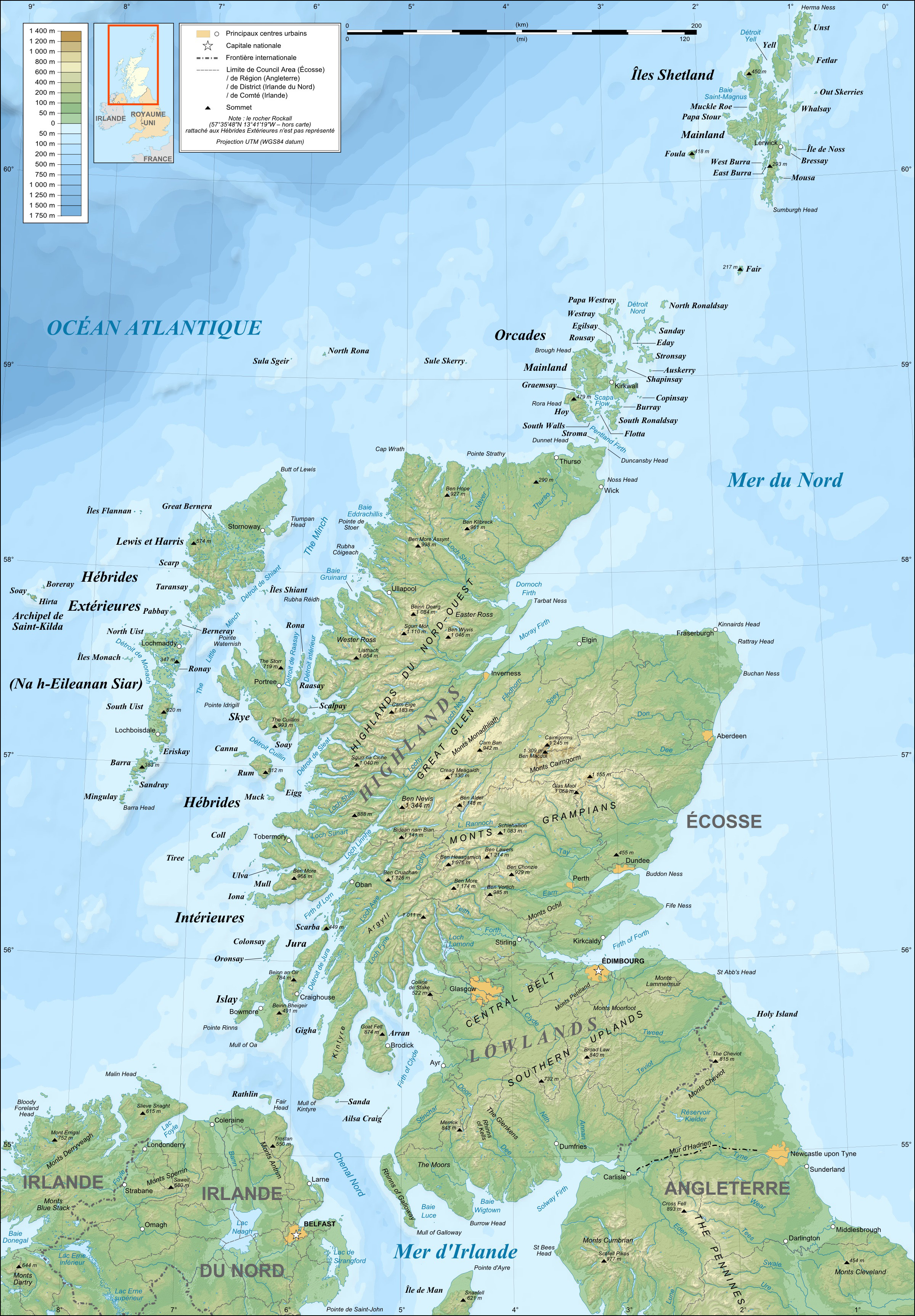
Carte topographique de l'Écosse

Bien que l'Écosse soit, avec une superficie de 78 772 km2, un pays relativement petit, sa géographie est, elle, très variée, allant des Lowlands ruraux aux Highlands désertiques, et des grandes villes aux îles inhabitées.

## Situation
L'Écosse fait partie du Royaume-Uni, qui est situé en Europe occidentale. Elle est constituée du tiers nord de l'île de Grande-Bretagne et d'un grand nombre de petites îles. La partie continentale de l'Écosse est localisée entre 54° 38′ et 58° 40′ nord ; sa partie insulaire s'étend, d'ouest en est, de l'archipel de Saint-Kilda (8° 30′ ouest) aux îles Shetland (situées près du 61° nord, et entre 2° 10′ et 0° 72′ ouest).
L'Écosse partage une seule frontière terrestre, avec l'Angleterre ; cette frontière parcourt 96 km, entre la River Tweed sur la côte est et le Solway Firth à l'ouest. L'île d'Irlande est éloignée d'environ 30 km de l'extrémité sud-ouest de l'Écosse, et la Norvège qui se trouve à environ 400 km au nord-est. L'Écosse est bordée par la mer du Nord.

## Géographie physique
L'Écosse couvre un territoire de 78 772 km2, ce qui équivaut à peu près à 30 % de celle du Royaume-Uni dans son ensemble. Les côtes de la partie non-insulaire de l'Écosse couvrent 9 911 km.
La géomorphologie de l'Écosse a été formée par l'action des plaques tectoniques, puis par l'érosion résultant de la glaciation. La principale division de l'Écosse est la ligne de faille des Highlands qui sépare le territoire entre les Highlands au nord et à l'ouest, et les Lowlands au sud et à l'est. Les Highlands sont principalement montagneux, et constituent les plus hautes terres du Royaume-Uni : ils sont séparés par le Great Glen entre les Monts Grampian au sud-est et les Highlands du Nord-Ouest. Les Lowlands eux, sont découpés entre les Southern Uplands, une étendue de terres agricoles vallonnées et de collines couvertes de bruyère, et les terres agricoles de la Central Belt et de l'est de l'Écosse.

### Géologie

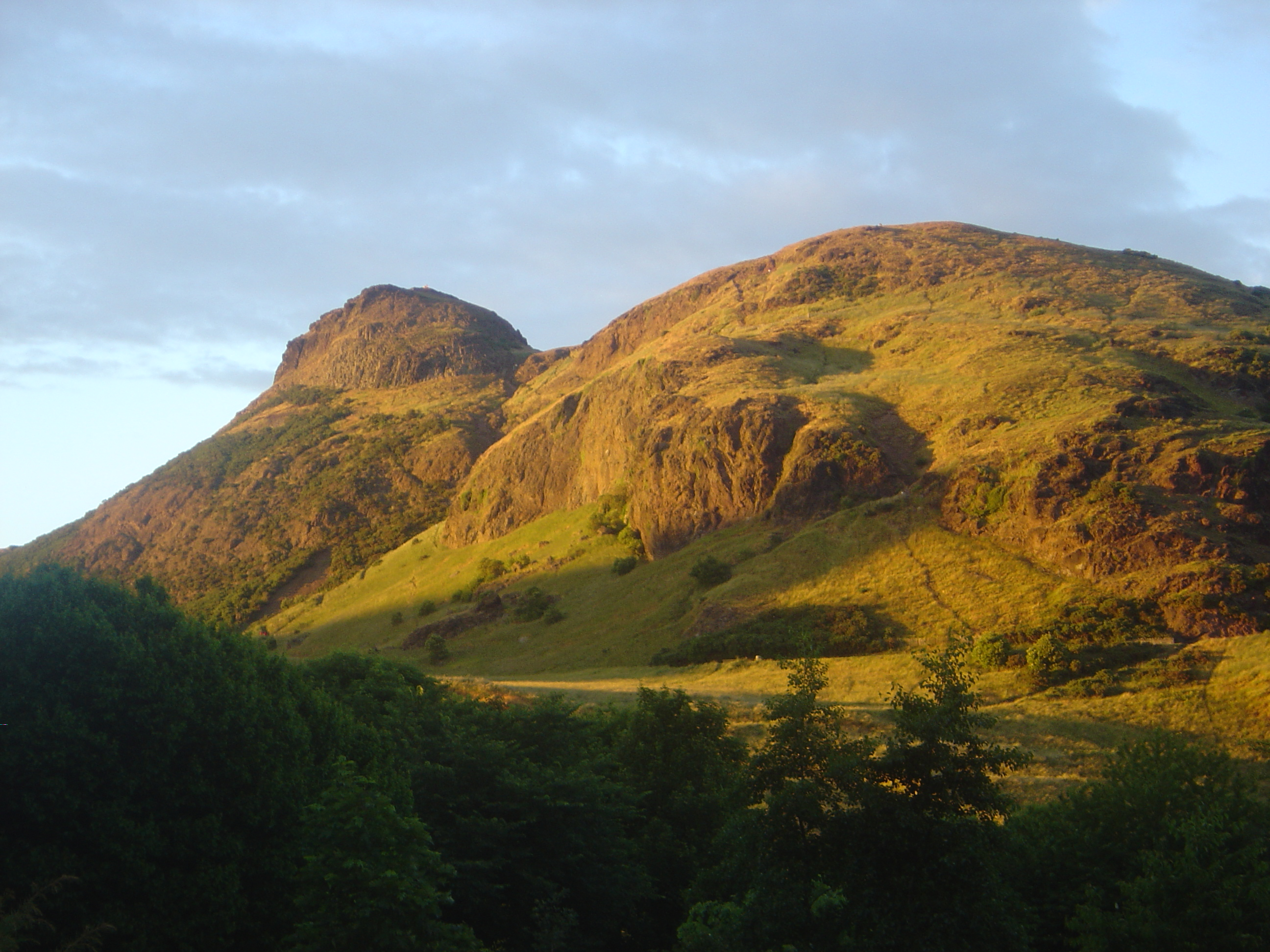
Le siège d'Arthur, Édimbourg, vu de Pollock Hall.

L’Écosse possède une très forte diversité géologique pour un territoire de cette taille. Elle est également à l'origine de nombreuses découvertes significatives qui ont marqué le développement de la géologie.
Les plus vieilles roches d'Écosse sont les gneiss lewisiens, qui datent de l'Archéen, c'est-à-dire d'il y a plus de trois milliards d'années. Elles sont parmi les plus vieilles roches du monde. Au cours des temps précambriens se formèrent également le grès torridonien et la structure de Moine. Ensuite des dépôts sédimentaires se créèrent durant le Cambrien, certains d'entre eux se métamorphisant en la série du Dalradien. Le territoire qui allait devenir l'Écosse était en outre situé à cette époque proche du niveau du pôle Sud.
Pendant la période du Silurien (443-416 millions d'années av. J.-C.), ce territoire qui allait devenir l'Écosse faisait partie du continent Laurentia. De l'autre côté de l'océan Iapetus, au sud, se trouvait le continent Baltica. Les deux continents se sont progressivement heurtés, joignant l'Écosse à ce qui allait devenir l'Angleterre et l'Europe. Cet événement est connu comme l'orogenèse calédonienne, et la ligne de faille des Highlands marque aujourd'hui cette jonction entre les deux continents. Des roches siluriennes forment les hautes-terres du sud de l'Écosse (Southern Uplands), qui furent poussées vers le haut depuis le fond océanique par la collision. Il en fut de même pour les highlands, qui, à l'époque, étaient sans doute aussi élevés que les Alpes actuelles. Les sédiments que l'on appelle « les vieux grès rouges » (Old Red Sandstones) se sont déposés dans les zones basses pendant cette période. À la suite de cette collision de plaques tectoniques, l'Écosse a enregistré une activité volcanique, avec des volcans au sud et des chambres magmatiques au nord, qui forment aujourd'hui des montagnes granitiques comme les Cairngorms.
Pendant la période du Carbonifère (355-295 millions d'années av. J.-C.), l'Écosse s'étendait près de l'Équateur. Plusieurs changements du niveau de la mer ont eu lieu à cette époque. Le dépôt de houille du Lanarkshire, et d'autres dépôts sédimentaires datent de cette époque. L'activité volcanique a formé, parmi d'autres collines, le siège d'Arthur (Arthur's Seat) à Édimbourg. Jusqu'au Trias, l'Écosse était un désert, à l'origine de vastes affleurements de grès au sud-ouest. Bien que de vastes dépôts de roches du Crétacé auraient eu lieu à travers l'Écosse, ils n'ont pas survécu à l'érosion, contrairement à la craie d'Angleterre.
Jusqu'à la période du Tertiaire, les plaques tectoniques ont poursuivi leurs mouvements, se divisant entre l'actuelle Amérique du Nord et l'Europe avec la création de l'océan Atlantique. La fissure a eu lieu à l'ouest de l'Écosse, laissant une chaîne d'anciens sites d'activité volcanique à travers les Hébrides, comprenant Skye et Saint-Kilda. Ce fut la dernière période de formation de roches en Écosse. Dès lors, plusieurs âges de glace ont formé le territoire par l'érosion glaciaire, créant des vallées glaciaires, les lochs, et déposant des roches argileuses. Aujourd'hui encore, l'Écosse continue à se déplacer lentement vers le nord.

### Climat
Le climat de l'Écosse est tempéré, et tend à être très variable. Il est réchauffé par le Gulf Stream de l'océan Atlantique, et est aussi chaud que dans les autres zones sous les mêmes latitudes comme Oslo en Norvège. Cependant, les températures sont généralement plus basses que dans le reste du Royaume-Uni, et peuvent atteindre les -27,2 °C enregistrées à Braemar dans les Grampians, le 10 janvier 1982 et aussi à Altnaharra dans les Highlands, le 30 décembre 1995. Les moyennes maximales hivernales sont de 6 °C dans les lowlands, et de 18 °C l'été. La plus haute température enregistrée fut de 32,9 °C à Greycrook dans les Scottish Borders le 9 août 2003. De manière générale, l'ouest de l'Écosse est plus chaud que l'est, grâce à l'influence des courants atlantiques et des températures plus basses de la mer du Nord.
De même que dans le reste du Royaume-Uni, le vent est dominant à l'ouest, apportant un air humide et chaud de l'Atlantique. Les précipitations sont très variables à travers l'Écosse. Les highlands à l'ouest constituent l'endroit le plus humide du Royaume-Uni, avec des précipitations annuelles supérieures à 3 000 mm. En comparaison, la plus grande partie de l'Écosse reçoit moins de 800 mm par an, et les régions de l'est et du sud ne connaissent pas de précipitations supérieures à celles des régions les plus sèches de l'Angleterre. En fait, l'est de l'Écosse s'étend à l'"ombre de la pluie" des uplands à l'ouest. Les chutes de neige ne sont pas courantes dans les lowlands, mais deviennent plus fréquentes avec l'altitude. Braemar connaît une moyenne de 59 jours de neige par an, tandis que les moyennes des régions côtières sont inférieures à 10 jours.
Les zones les plus à l'ouest des Hébrides font partie des lieux les plus ensoleillés du Royaume-Uni. 329 heures de soleil ont été enregistrées à Tiree en mai 1946 et à nouveau en mai 1975. Lerwick dans les Shetland, a environ quatre heures d'ensoleillement de plus que Londres au cœur de l'été, mais connaît le phénomène contraire au solstice d'hiver. Cependant, il n'y a pas d'obscurité complète au nord de l'Écosse au solstice d'hiver.

### Environnement naturel
Les Highlands possèdent un écosystème de type alpin. On retrouve à certains endroits des restes de l'ancienne forêt calédonienne, dominés par des pins sylvestres d'origine.

### Caractéristiques géographiques

#### Points extrêmes

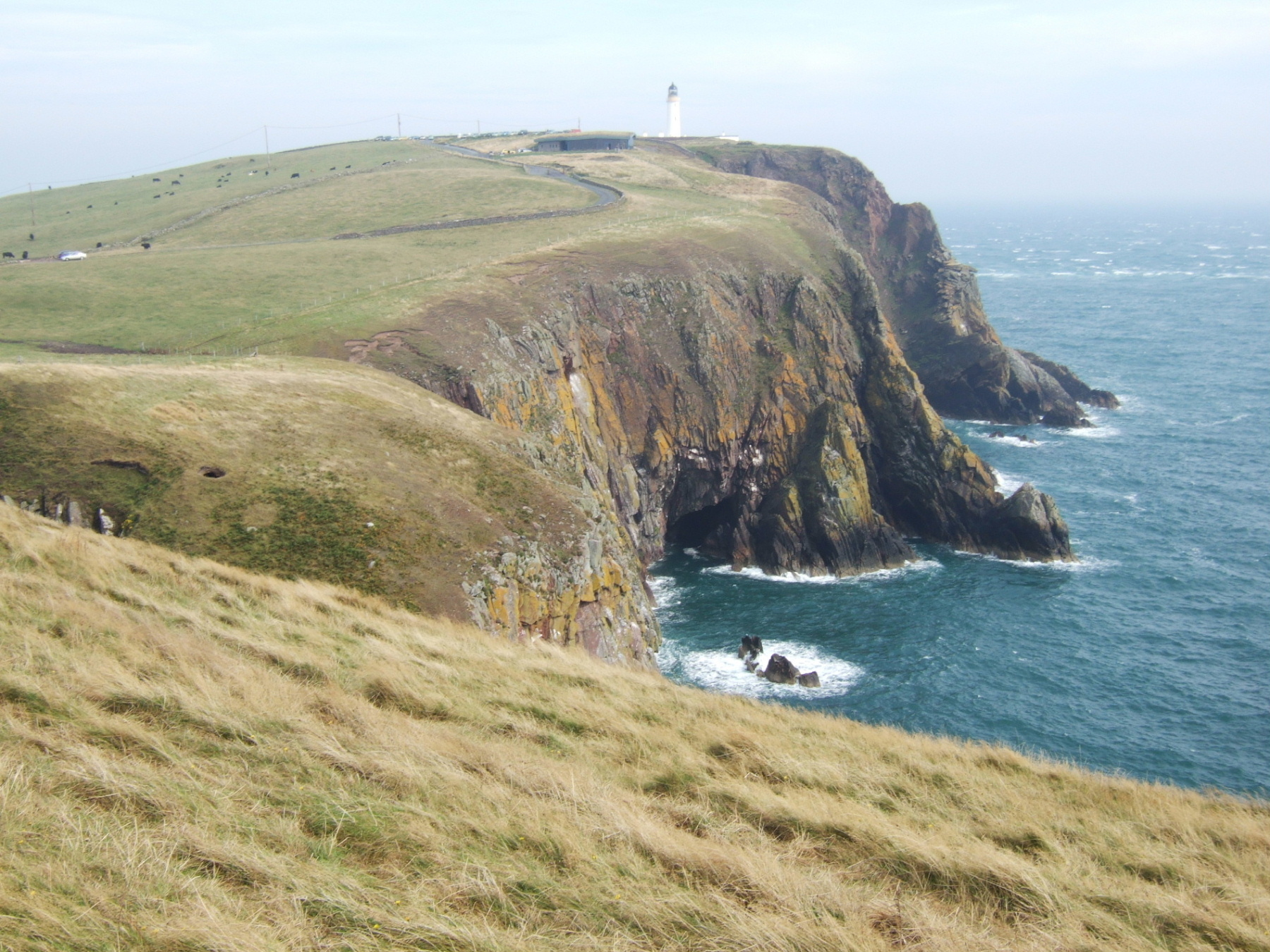
Mull of Galloway, à l'extrême sud de l'Écosse

Les points les plus extrêmes du continent écossais sont :
- Au nord : Easter Head, Dunnet Head, Caithness
- À l'est : Keith Inch, Peterhead, Aberdeenshire
- Au sud : Mull of Galloway, Dumfries and Galloway
- À l'ouest : Corrachadh Mor, péninsule d'Ardnamurchan, Lochaber

Les points les plus extrêmes de l'Écosse, en incluant les îles extérieures, sont :
- Au nord : Out Stack, au nord d'Unst, aux Îles Shetland.
- À l'est : Bound Skerry, Out Skerries, aux Shetland.
- Au sud : Mull of Galloway, Dumfries and Galloway.
- À l'ouest : soit Rockall (annexé en 1972 à l'ancien Inverness-shire), au statut international discuté, soit Soay (archipel de Saint-Kilda), aux Hébrides extérieures.

#### Montagnes

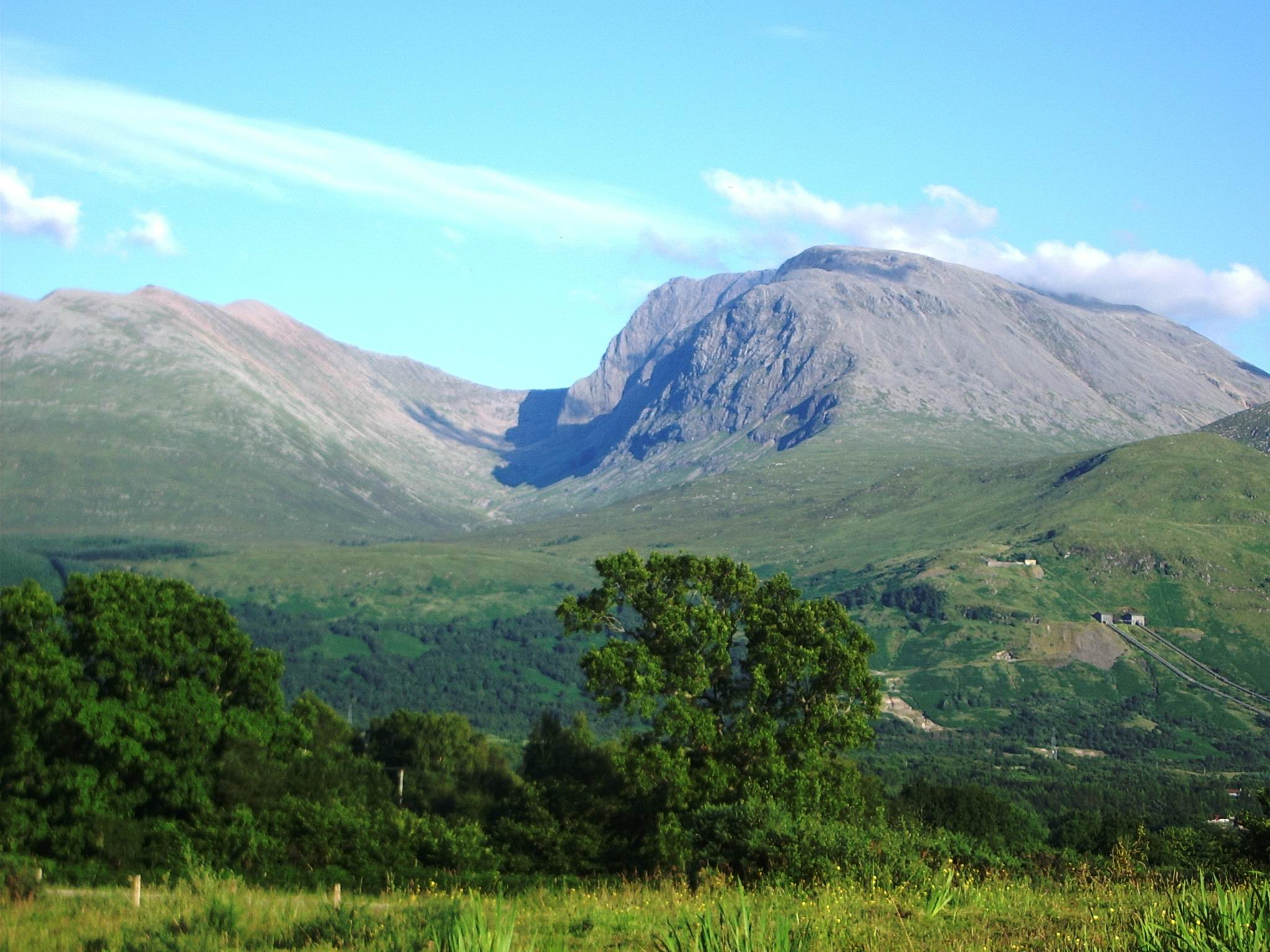
Ben Nevis, le pic le plus haut des îles britanniques.

Les dix plus hautes montagnes d'Écosse sont aussi les dix plus hautes du Royaume-Uni. Tous les monts écossais supérieurs à 914 m sont connus comme les Munros, Sir Hugh Munro ayant été le premier à les répertorier.

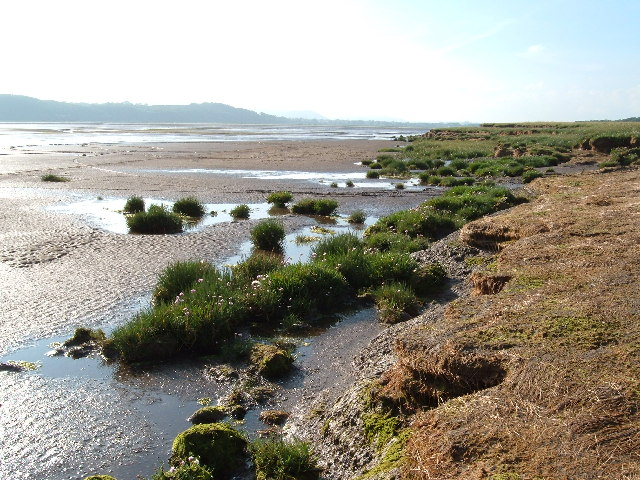
Réserve naturelle Caerlaverock, vu à travers the Nith Estuary, près de Solway Firth

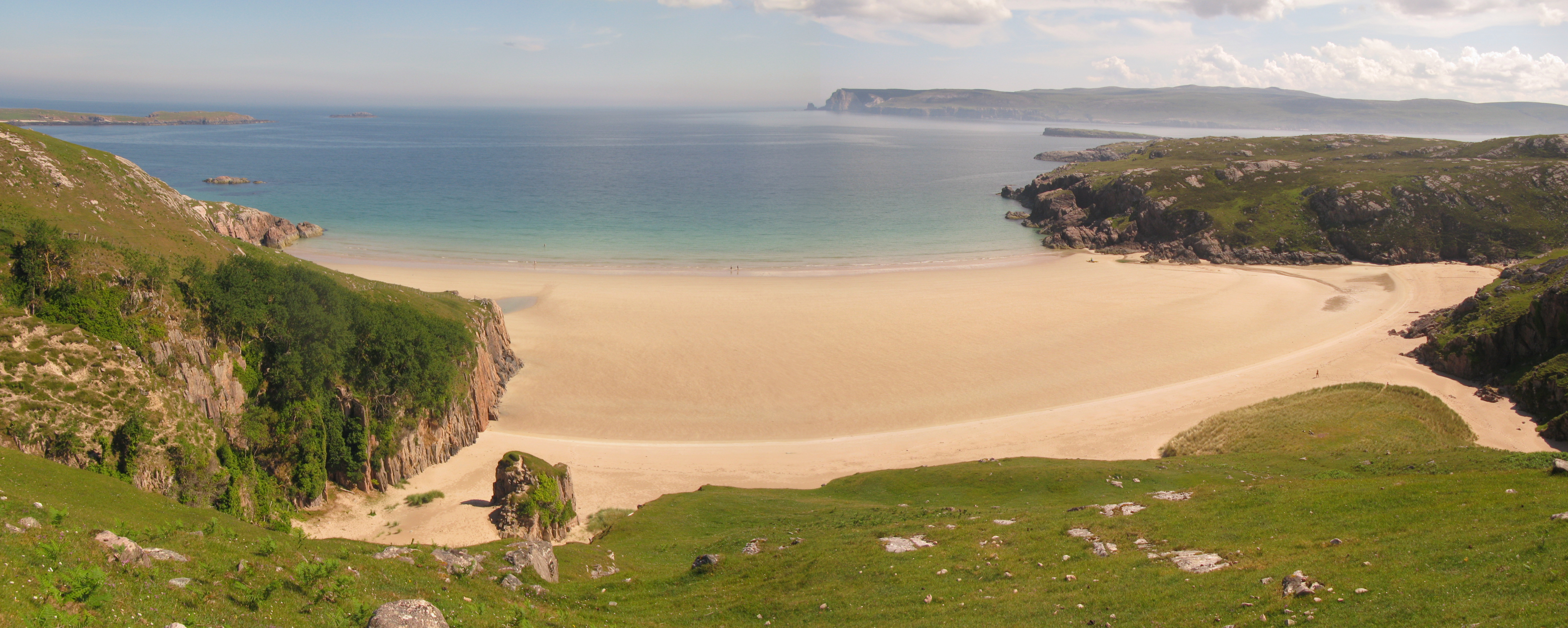
Plage de Ceannabeinne, sur la côte nord, près de Durness

1. Ben Nevis 1 344 m[1]
2. Ben Macdhui 1 310 m[1]
3. Braeriach 1 296 m[1]
4. Cairn Toul 1 291 m[1]
5. Sgor an Lochain Uaine 1 258 m[1]
6. Cairn Gorm 1 244 m[1]
7. Aonach Beag 1 234 m[1]
8. Càrn Mòr Dearg 1 220 m[1]
9. Aonach Mòr 1 218 m[1]
10. Ben Lawers 1 214 m[1]

#### Littoral
Le continent écossais a 9 911 km de côtes. En incluant les nombreuses îles, on atteint 16 490 km. La côte Ouest en particulier est très découpée, avec de longs promontoires séparés par des fjords comme des lochs de mer, et des plages de sable. La côte Est est plus régulière, avec une série de grands estuaires, ou firths, et de longues plages de sable, comme à Aberdeen.
Les firths d'Écosse sont notamment ceux de Solway Firth, Firth of Clyde, et Firth of Lorn sur la côte Ouest, et Cromarty Firth, Moray Firth, Firth of Tay, et Firth of Forth sur la côte Est. Le Pentland Firth n'est pas une baie, mais le détroit qui sépare les Orcades du continent écossais.
Les plus grands lochs en mer sont ceux de Loch Fyne, Loch Long, Loch Ryan, Loch Linnhe, Loch Torridon, Loch Ewe, et sur Lewis, Loch Seaforth.

#### Îles
L'Écosse compte près de 790 îles, principalement situées au large de la côte Ouest. Elles sont divisées en quatre grands groupes :
- Les Shetland, la zone la plus au nord de l'Écosse
- Les Orcades, entre les Shetland et le continent écossais
- Les Hébrides intérieures, comprenant Skye, l'île de Mull, les îles Small, et plusieurs autres îles et groupes d'îles.
- Les Hébrides extérieures, aussi connues sous le nom de Western Isles, ou Eilean Siar en écossais, à l'ouest des Hébrides intérieures, et séparées d'elles par The Minch.

Les Shetland et les Orcades, avec Fair Isle, et Stroma sont souvent appelées les Northern Isles. Le Firth of Forth et le Firth of Clyde comprennent également plusieurs îles.

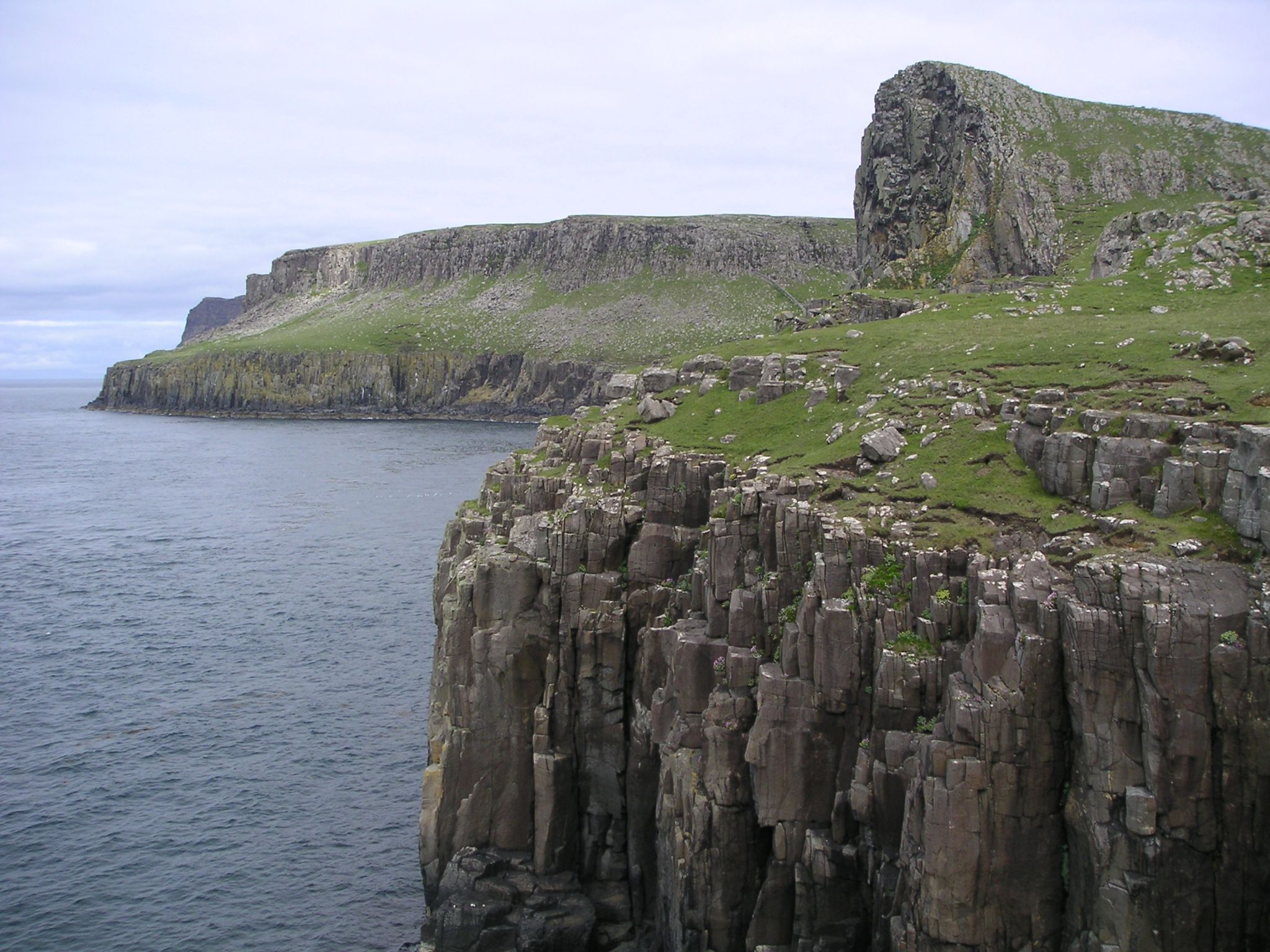
Falaises de l'île de Skye.

Les îles les plus vastes d'Écosse sont :
1. Lewis et Harris 859,19 km2
2. Skye 643,28 km2
3. Mainland (Shetland) 373,36 km2
4. Mull 347,21 km2
5. Islay 246,64 km2
6. Mainland (Orcades) 206,99 km2
7. Arran 168,08 km2
8. Jura 142,99 km2
9. North Uist 135,71 km2
10. South Uist 128,36 km2

#### Cours d'eau

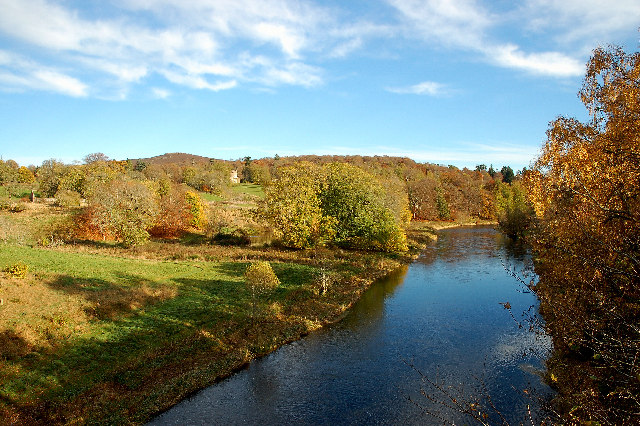
Rivière Don près d'Alford.

Les dix principaux cours d'eau écossais, par ordre de longueur sont :
1. Tay 193 km
2. Spey 172 km
3. Clyde 171 km
4. Tweed 156 km
5. Dee 137 km
6. Don 132 km
7. Forth 105 km
8. River Findhorn 101 km
9. Deveron 98 km
10. River Annan 79 km

#### Lochs
Les lacs d'eau douce en Écosse sont communément appelés des lochs, excepté quelques-uns qui bénéficient de l'appellation lakes ; le plus grand d'entre ces derniers étant le Lake of Menteith.

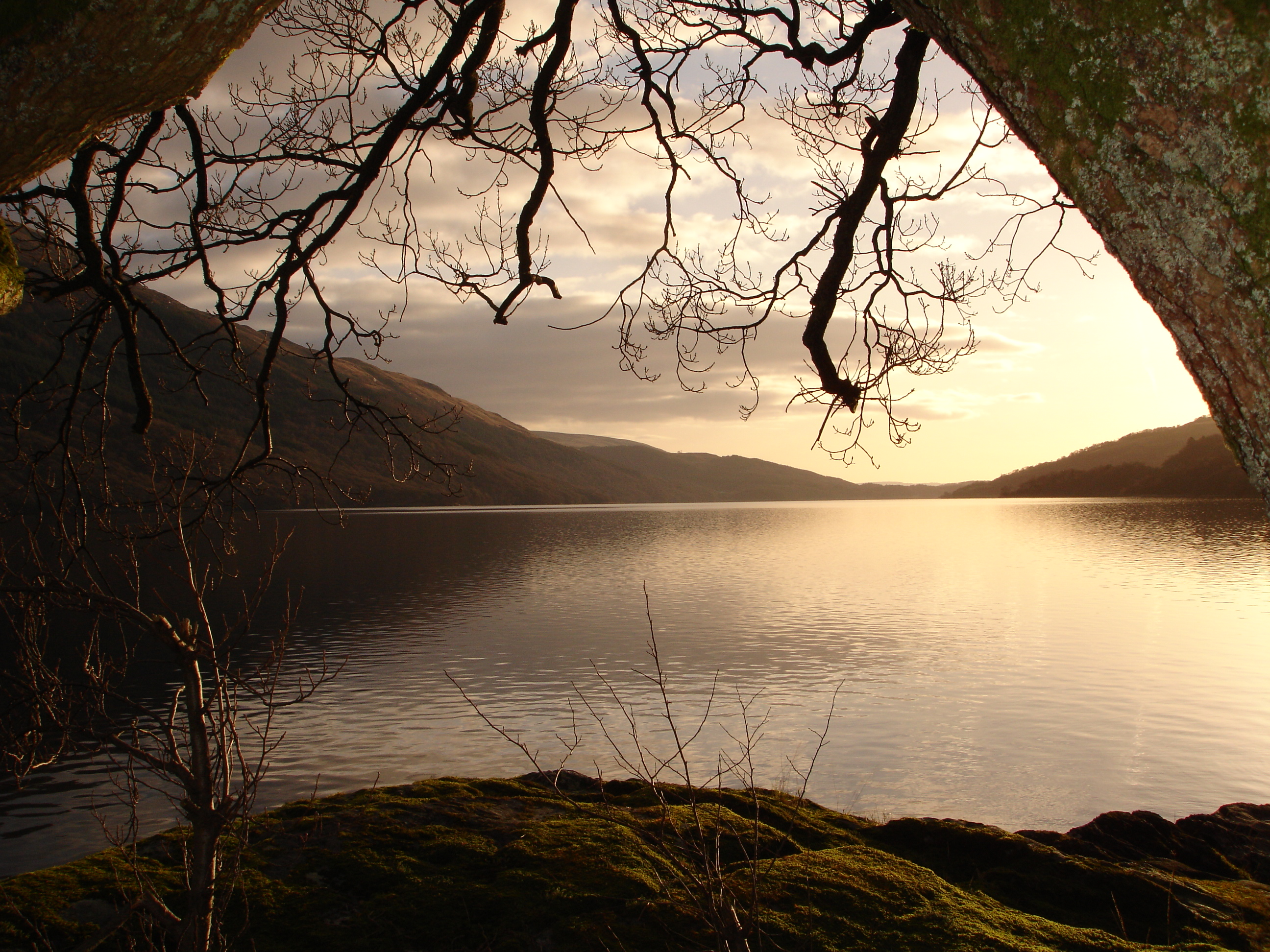
Vue du Loch Lomond.

1. Loch Lomond 71,1 km2, le plus grand lac d'eau douce de Grande-Bretagne.
2. Loch Ness 56,4 km2
3. Loch Awe 38,5 km2
4. Loch Maree 28,6 km2
5. Loch Morar 26,7 km2
6. Loch Tay 26,4 km2
7. Loch Shin 22,5 km2
8. Loch Shiel 19,6 km2
9. Loch Rannoch 19,1 km2
10. Loch Ericht 18,7 km2

## Géographie humaine

### Démographie
Au recensement d'avril 2001, l'Écosse comptait 5 062 011 habitants, constituant ainsi un peu moins de 10 % de la population du Royaume-Uni. La densité de population est d'environ 64 personnes par kilomètre carré. La grande majorité vit dans la Central Belt, la bande de plaine qui comprend les villes de Glasgow et d'Édimbourg, et la côte comprise entre Dundee et Édimbourg. Seule Aberdeen représente un centre de peuplement important en dehors de cette zone. Dans les Highlands, la population est éparse et isolée dans des petites villes, villages et fermes ou crofts.
Environ 95 des îles écossaises sont habitées ; la plus peuplée est Lewis et Harris, avec 16 782 habitants en 2001, principalement concentrés à Stornoway, la seule ville des Hébrides. La population de certaines petites îles peut descendre à un seul habitant.
La capitale de l'Écosse est Édimbourg. La population des six villes d'Écosse au recensement de 2001 est :
1. Glasgow : 592 820 ;
2. Édimbourg : 430 082 ;
3. Aberdeen : 184 788 ;
4. Dundee : 154 674 ;
5. Inverness : 40 949 ;
6. Stirling : 32 673.

Alors que les villes d'Édimbourg, Aberdeen, et Stirling sont en croissance, le nombre d'habitants de Glasgow et de Dundee diminue, respectivement de 4,74 % et 2,73 % entre 1991 et 2001. La population d'Édimbourg a augmenté de 7,13 % durant la même période, et celle de Stirling de 9,36 %. À l'écart des villes, les principales hausses de population ont lieu dans les comtés de West Lothian, East Lothian, et Perth and Kinross. Les Hébrides extérieures ont connu une baisse de 10,47 % de sa population ces dix dernières années.

### Géographie politique

#### Nationale
La superficie du territoire écossais est globalement celle qui a été définie en 1237 par le traité d'York entre l'Écosse et l'Angleterre et par le traité de Perth de 1266 entre l'Écosse et la Norvège. Les exceptions comprennent l'île de Man, qui est aujourd'hui une dépendance de la Couronne indépendante du Royaume-Uni, les Orcades et les Shetland qui sont désormais écossaises et non plus norvégiennes, et Berwick-upon-Tweed qui a été soumise aux lois anglaises par le Wales and Berwick Act de 1746. Pays indépendant à l'origine, l'Écosse est devenue officiellement une partie du Royaume-Uni en 1707 par l'Acte d'Union, qui a dissous le Parlement d'Écosse.
Comme part constitutive du Royaume-Uni, l'Écosse est représentée par des députés au Parlement du Royaume-Uni de Westminster à Londres. En 1997, un référendum fut mené qui conduisit à l'établissement d'un Parlement écossais à Édimbourg. Ce nouveau parlement a autorité sur les problèmes concernant exclusivement l'Écosse et un pouvoir relatif sur l'impôt sur le revenu. Le Parlement du Royaume-Uni conserve ses prérogatives en matière de défense, relations internationales et dans certains autres domaines.

#### Locale
L'Écosse était traditionnellement divisées en 33 comtés, auxquels les gens se réfèrent toujours malgré la disparition officielle de ceux-ci. Pour l'administration territoriale, l'Écosse est partagée en 32 districts. Ils ont été établis en 1995 pour remplacer l'ancien système de régions.